# 혁련발발

하 세조 무열제 혁련발발(夏 世祖 武烈帝 赫連勃勃, 381년 ~ 425년)은 중국 오호십육국시대의 북하의 창업 군주(재위：407년 ~ 425년)이다. 중국식의 이름인 유발발(劉勃勃)이라고도 불린다.

## 생애
거비의 후예이자 옛 철불부의 지도자인 유발발은 아버지 유위진(劉衛辰)이 죽자 오르도스 서남쪽 고평(高平)까지 도망쳤으나, 그 후에도 북위의 토벌군이 여러차례 공격해 와 유랑끝에 후진에 몸을 의탁했다. 후진은 북위의 침입을 막기 위해 유발발을 오르도스에 배치했다.
407년 유발발은 옛 철불부 및 선비 여러부족을 규합한 뒤 후진에게서 독립하여 대선우(大単于), 대하천왕(大夏天王)이라 칭하고 용승(龍昇)으로 건원(建元)하였다. 이것이 대하국의 건국이다. 그 해 하나라는 오르도스 전역을 평정하였으며, 유발발도 본래 흉노의 성씨인 혁련씨로 개명하였다. 또한 견고한 통만성(統萬城)을 축성하여 세력을 키웠다. 당시 중원의 지배적 세력이었던 북위에 대항하기 위해 414년 북연과 동맹을 맺어 견제케 하고, 그해부터 다음해까지 산서 일대를 공략하였다.
417년 관중의 후진이 동진의 유유에 의해 멸망당하자, 418년 하나라 군은 남하하여 동진의 후방 수비대를 격파하고 장안 등 관중 여러성을 점령했다. 그해 혁련발발은 제위에 올라 419년 진흥(眞興)이라 개원하고 통만성을 수도로 정한 뒤 귀환했다. 하나라의 영역은 관중, 오르도스, 산서 남부에 이르렀고, 토번, 북량을 복속시켜, 화북 서쪽에서 대세력을 쌓았다.
424년 장안에서 반란이 일어나 내란상태가 되고, 425년 혁련발발이 죽자 하나라의 세력은 급속히 쇠퇴했다. 혁련발발의 아들 혁련창이 2대 대선우가 되었다.
| 전 대 유위진 | 제1대 하 황제 407년~425년 | 후 대 혁련창 |